# Justin Václav Prášek

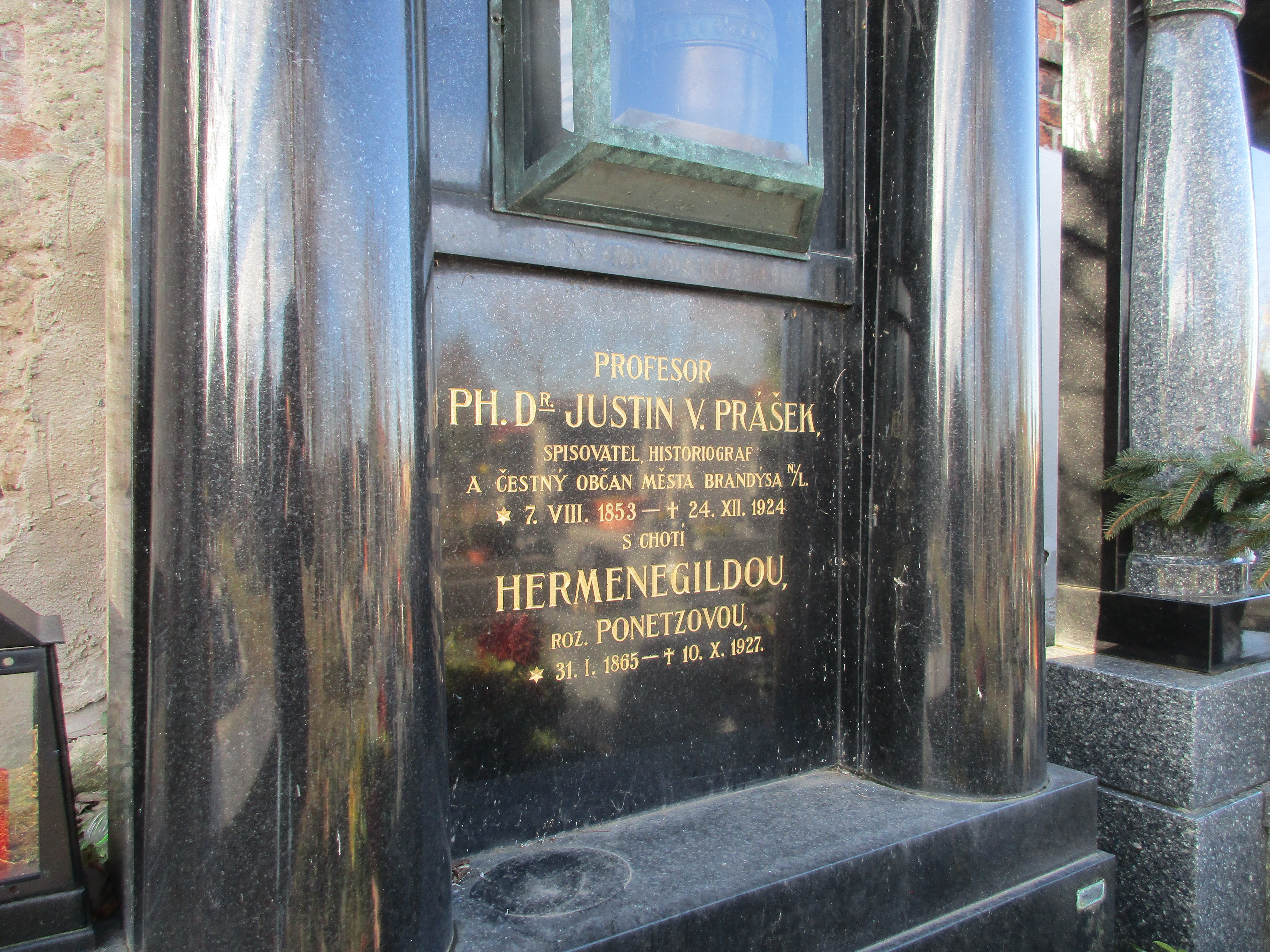
Náhrobek na hřbitově v Brandýse nad Labem

Justin Václav Prášek (7. srpna 1853 Brandýs nad Labem – 24. prosince 1924 Brandýs nad Labem) byl český historik, orientalista a středoškolský profesor.

## Život
Na filosofické fakultě Univerzity Karlovy se aproboval pro učitelství oborů dějepis a zeměpis, spolu s učitelováním pokračoval ve studiu klasické filologie a na filosofické fakultě obhájil v roce 1882 doktorskou práci (Dějiny východních Arijců a vzdělaných národů severoafrických až po vznik Veleříše perské). Jako učitel působil až do roku 1906, kdy byl penzionován. Vedle toho ale budoval svoji kariéru orientalisty, od roku 1885 studoval v Mnichově a Berlíně, v roce 1899 se pokoušel habilitovat na pražské univerzitě, ale narazil na silný odpor Jaroslava Golla a jeho žáků (naopak nakloněna mu byla starší generace, hlavně filolog Jan Kvíčala).

## Dílo
Jeho dílo je často charakterizováno jako na pomezí populárního výkladu a samostatných analýz. Věnoval se orientalistice a antice, zde je nejvíce ceněna práce Geschichte der Meder und Persen (1900–1901), naopak některé byl značně ostře odsouzeny, včetně ambiciozního prvního dílu Řeckých dějin (1916, II. díl 1919), přispěl také k poznání cestování do orientu (Martin Kabátník). Doposud nepřekonaným je jeho dílo Brandejs nad Labem: město, panství i okres (1908–1913, tři díly, čtvrtý nevyšel), věnoval se i jiným městům (Turnov).

### Publikace
- Aegaeové. Praha: J. Otto, 1918. 158 s.
- PRÁŠEK, Justin Václav. Marka Pavlova z Benátek Milion, 1902, První vydání Pipinova latinského vydání Knihy Marca Pola online.
- PRÁŠEK, Justin Václav. Dějiny Čech a Moravy nové doby. Kniha sedmá, Panování císaře a krále Josefa II.. [Díl] I. V Praze: I.L. Kober, [1903]. 240 s. Dostupné online
- PRÁŠEK, Justin Václav. Dějiny Čech a Moravy nové doby. Kniha osmá, Panování císaře a krále Josefa II. Část II. V Praze: Nakladatel I. L. Kober knihkupectví, 1904. 377 s. Dostupné online
- PRÁŠEK, Justin Václav. Dějiny Čech a Moravy nové doby. Kniha devátá, Panování císaře a krále Leopolda II. V Praze: Nakladatel I. L. Kober knihkupectví, 1904. 281 s. Dostupné online
- PRÁŠEK, Justin Václav. Dějiny Čech a Moravy nové doby. Kniha desátá, Panování císaře a krále Františka I. V Praze: Nakladatel I. L. Kober knihkupectví, 1905. 509 s. Dostupné online